# Beas
Beas – gmina w Hiszpanii, w prowincji Huelva, w Andaluzji, o powierzchni 144,66 km². W 2011 roku gmina liczyła 4321 mieszkańców.